# MicroMV

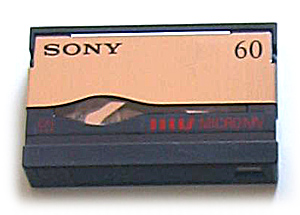
Una cassetta MicroMV

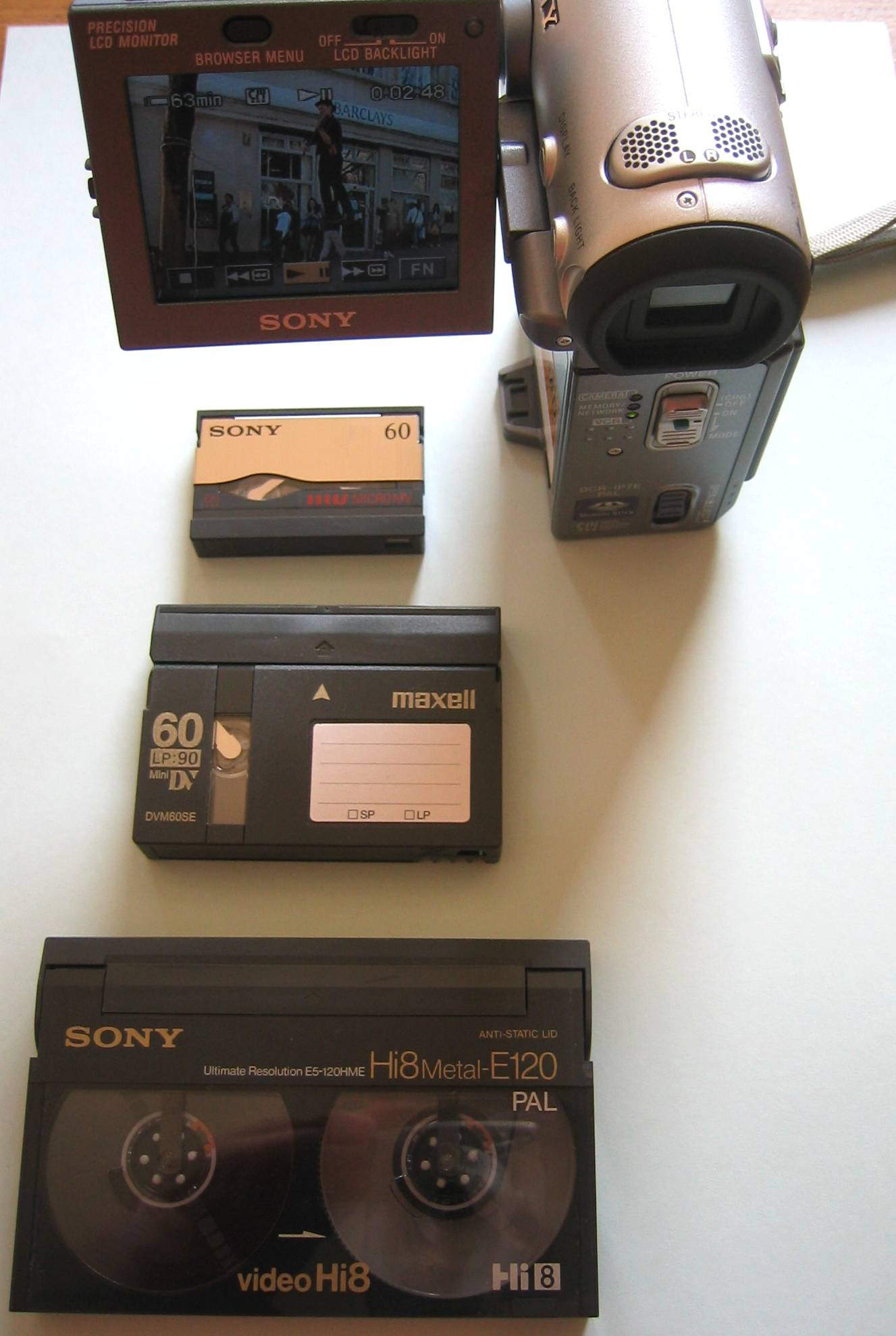
Videocamera e nastro MicroMV (in alto) rispetto ai nastri miniDV e Hi8

Il MicroMV è un formato di videocassetta proprietario, fuori produzione, introdotto nell'ottobre 2001 da Sony. È il formato di videocassetta più piccolo, il 70% più piccolo del MiniDV o delle dimensioni di due monete da un quarto di dollaro; è anche più piccolo di una cassetta Digital8 o DV. Fu il primo sistema a nastro a scansione elicoidale che utilizzava la testina di lettura MR introdotta sul mercato. Ogni cassetta può contenere fino a 60 minuti di video.
Il formato MicroMV non utilizza il codec "DV25" utilizzato dai formati DV e MiniDV molto popolari. Utilizza invece la compressione MPEG-2 a 12 Mbit / s, come quella utilizzata per DVD e HDV. Le riprese registrate nel formato MicroMV inizialmente non potevano essere modificate direttamente con i principali software di editing DV come Adobe Premiere o Apple Final Cut Pro; invece Sony ha fornito il proprio software di editing video MovieShaker (solo per PC Windows ). Le versioni successive di Ulead Video Studio e diverse applicazioni freeware potrebbero tuttavia acquisire e modificare dalle videocamere Sony MicroMV. 
MicroMV non è stato un formato di successo. Sony è stato l'unico produttore a vendere telecamere MicroMV. Nel 2006, Sony ha smesso di offrire nuovi modelli di videocamere MicroMV. Nel novembre 2015, Sony ha annunciato che la produzione delle cassette MicroMV sarebbe stata interrotta a marzo 2016.

## Software che supportano MicroMV
- MovieShaker : il software di editing video di Sony
- DVgate Plus: software di Sony per l'acquisizione di clip, incluso MicroMV.
- Pinnacle Studio versione 9: acquisisce clip e consente l'editing, la creazione di DVD, ecc. Eliminato dalla versione 11.
- GrabMV: acquisisce clip MicroMV.
- FFMPEG: supporto per la riproduzione di MPEG-TS
- Blender —Video Sequencer supporta l'editing di MPEG-TS direttamente grazie a ffmpeg.
- Apple iMovie 08 per Mac : supporta nativamente l'importazione da videocamere MicroMV.
- Ulead DVD Workshop 2: include il plug-in di acquisizione video MPEG MicroMV.
- Windows Movie Maker - incluso gratuitamente con Windows Vista Home Premium